# Женский мировой шоссейный кубок UCI 2011
Женский мировой шоссейный кубок UCI 2011 — 14-й сезон одноимённого шоссейного сезонного соревнования.

## Обзор сезона
Календарь турнира впервые в своей истории не претерпел никаких никаких изменений и остался таким же, как и в прошлом сезоне. Таким образом турнир снова состоял из 9 однодневных гонок, включая одну командную гонку, которые также входили в Женский мировой шоссейный календарь UCI 2011. Турнир стартовал в конце марта в Европе, где течение месяца было проведено четыре гонки. После этого в середине мая была проведена одна гонка в Китае. Заключительные четыре гонки прошли с начала июня по конец августа снова в Европе.
Регламент турнира остался прежним. Индивидуальный рейтинг предусматривал начисление очков первым 20 гонщицам на каждой гонке. Помимо этого, по итогам командной гонки начислялись очки, в зависимости от занятого командой места, первым четырём или большему количеству гонщиц команды одновременно пересёкшим финишную черту. Если команда пересекала финишную линию менее чем с четырьмя гонщицами, то очки не начислялись. Победитель сезона определялся по общей сумме набранных очков, независимо от количества проведённых гонок. Командный рейтинг рассчитывался путём сложения очков за командную гонку и набранных очков четырьмя лучшими гонщицами команды на каждой из всех остальных гонок.
Начисляемые очки
| Место             | 1  | 2  | 3  | 4  | 5  | 6  | 7  | 8  | 9  | 10 | 11 | 12 | 13 | 14 | 15 | 16 | 17 | 18 | 19 | 20 |
| ----------------- | -- | -- | -- | -- | -- | -- | -- | -- | -- | -- | -- | -- | -- | -- | -- | -- | -- | -- | -- | -- |
| Однодневная гонка | 75 | 50 | 35 | 30 | 27 | 24 | 21 | 18 | 15 | 11 | 10 | 9  | 8  | 7  | 6  | 5  | 4  | 3  | 2  | 1  |
| Командная гонка   | 35 | 30 | 25 | 20 | 16 | 15 | 14 | 13 | 12 | 11 | 10 | 9  | 8  | 7  | 6  | 5  | 4  | 3  | 2  | 1  |

| Место           | 1   | 2   | 3   | 4  | 5  | 6  | 7  | 8  | 9  | 10 | 11 | 12 | 13 | 14 | 15 | 16 | 17 | 18 | 19 | 20 |
| --------------- | --- | --- | --- | -- | -- | -- | -- | -- | -- | -- | -- | -- | -- | -- | -- | -- | -- | -- | -- | -- |
| Командная гонка | 140 | 120 | 100 | 80 | 64 | 60 | 56 | 52 | 48 | 44 | 40 | 36 | 32 | 28 | 24 | 20 | 16 | 12 | 8  | 4  |

Победительницей индивидуального рейтинга стала нидерландка Аннемик Ван Влёйтен, которая выиграла 3 гонки. Второе место заняла ещё одна нидерландка Марианна Вос, третье –  шведка Эмма Юханссон. Вся тройка призёров полностью повторила прошлогоднюю. Среди команд первенствовала нидерландская Nederland Bloeit.

## Календарь
| 27 мар | Трофей Альфредо Бинды - коммуны Читтильо | CDM | Эмма Пули           | Эмма Юханссон        | Аннемик ван Влётен |
| 3 апр  | Тур Фландрии                             | CDM | Аннемик ван Влётен  | Татьяна Антошина     | Марианна Вос       |
| 16 апр | Тур Дренте                               | CDM | Марианна Вос        | Кирстен Вилд         | Джорджа Бронцини   |
| 20 апр | Флеш Валонь                              | CDM | Марианна Вос        | Эмма Юханссон        | Юдит Арндт         |
| 15 май | Тур острова Чунмин Кубок мира            | CDM | Ина-Йоко Тойтенберг | Элизабет Армитстед   | Шарлотта Беккер    |
| 5 июн  | Гран-при Вальядолида                     | CDM | Марианна Вос        | Розелла Каллови      | Эмма Юханссон      |
| 29 июл | Опен Воргорда TTT                        | CDM | HTC-Highroad Women  | AA Drink-leontien.nl | Garmin-Cervélo     |
| 31 июл | Опен Воргорда RR                         | CDM | Аннемик ван Влётен  | Эллен Ван Дейк       | Николь Кук         |
| 27 авг | Гран-при Плуэ - Бретань                  | CDM | Аннемик ван Влётен  | Эвелин Стивенс       | Марианна Вос       |

## Итоговый рейтинг
| Индивидуальный рейтинг | Индивидуальный рейтинг | Индивидуальный рейтинг | Индивидуальный рейтинг | Индивидуальный рейтинг |
| Гонщик                 | Гонщик                 | Команда                | Очки                   |                        |
| ---------------------- | ---------------------- | ---------------------- | ---------------------- | ---------------------- |
| 1-й                    | Аннемик ван Влётен     | Nederland Bloeit       | 362 очков              |                        |
| 2-й                    | Марианна Вос           | Nederland Bloeit       | 315 очков              |                        |
| 3-й                    | Эмма Юханссон          | Hitec Products-UCK     | 223 очков              |                        |
| 4-й                    | Юдит Арндт             | HTC-Highroad Women     | 184 очков              |                        |
| 5-й                    | Ина-Йоко Тойтенберг    | HTC-Highroad Women     | 143 очков              |                        |
| 6-й                    | Эмма Пули              | Garmin-Cervélo         | 135 очков              |                        |
| 7-й                    | Элизабет Армитстед     | Garmin-Cervélo         | 117 очков              |                        |
| 8-й                    | Кирстен Вилд           | AA Drink-Leontien.nl   | 108 очков              |                        |
| 9-й                    | Мартине Брас           | Dolmans Landscaping    | 103 очков              |                        |
| 10-й                   | Татьяна Антошина       | Gauss                  | 87 очков               |                        |

| Командный рейтинг | Командный рейтинг       | Командный рейтинг | Командный рейтинг |
| Команда           | Команда                 | Очки              |                   |
| ----------------- | ----------------------- | ----------------- | ----------------- |
| 1-й               | Nederland Bloeit        | 686 очков         |                   |
| 2-й               | HTC-Highroad Women      | 578 очков         |                   |
| 3-й               | Garmin-Cervélo          | 369 очков         |                   |
| 4-й               | AA Drink-leontien.nl    | 333 очков         |                   |
| 5-й               | Hitec Products-UCK      | 275 очков         |                   |
| 6-й               | Mcipollini-Giordana     | 236 очков         |                   |
| 7-й               | Lotto Honda             | 132 очков         |                   |
| 8-й               | Dolmans Landscaping     | 106 очков         |                   |
| 9-й               | Нидерланды              | 103 очков         |                   |
| 10-й              | Top Girls-Fassa Bortolo | 103 очков         |                   |